# Яшода
Яшо́да (санскр. यशोदा) — жена Нанды в пуранических текстах индуизма. В «Бхагавата-пуране» описывается как Яшода стала приёмной матерью Кришны. Кришна, сразу же после рождения, был передан отцом Васудевой Яшоде и Нанде в Гокуле, с целью защитить младенца от преследований брата Деваки — демонического царя Камсы.
В текстах индуизма существуют много различных историй о детских играх Кришны в доме Нанды и Яшоды. Наиболее известные из них — это когда Кришна показал матери Яшоде всё мироздание у себя во рту и
когда он украл масло, за что Яшода привязала его к деревянной ступе. В этих историях Яшода наиболее сильно проявляет глубокую привязанность и любовь к Кришне в умонастроении ватсалья или родительской любви.
Яшода также сыграла важную роль в воспитании Баларамы (сына Рохини) и его сестры Субхадры. Также описывается, что у неё была своя собственная дочь по имени Экананга.